# Lodowiec karowy
Lodowiec karowy, lodowiec cyrkowy – typ lodowca górskiego, który zajmuje tylko obszar karu. Jeśli czoło lodowca spływa z progu karu i osiąga dno doliny mówimy wtedy już o lodowcu dolinnym. Lodowce karowe występują w słabo zlodowaconych masywach, jak również są początkowym i końcowym etapem rozwoju lodowców dolinnych.